# Convent Station
Convent Station è un'area non incorporata della contea di Morris, New Jersey, negli Stati Uniti.
Il nome deriva dalla stazione ferroviaria costruita negli anni '70 del XIX secolo nei pressi dell'Academy of Saint Elizabeth, aperta dalle Suore di Carità di Sant'Elisabetta.
Nel 1880 vi fu trasferita anche la casa-madre della congregazione: nella cripta della cappella della Holy Family si conserva il corpo della beata Miriam Teresa Demjanovich.
| Controllo di autorità | VIAF (EN) 173723768 · LCCN (EN) n82003657 · J9U (EN, HE) 987007550491305171 |